# Cơm rượu xoan
Cơm rượu xoan (danh pháp khoa học: Glycosmis ovoidea) là một loài thực vật có hoa trong họ Cửu lý hương. Loài này được Pierre mô tả khoa học đầu tiên năm 1893.